# Juan Antonio Ortega
Juan Antonio Ortega Lara (Lopera, Jaén, España, 22 de diciembre de 1922) es un exfutbolista español que se desempeñaba como centrocampista.

## Clubes
| Club                         | País   | Año       |
| ---------------------------- | ------ | --------- |
| R. C. Deportivo de La Coruña | España | 1944-1945 |
| Real Murcia C. F.            | España | 1946-1947 |
| Real Valladolid C. F         | España | 1948-1954 |
| R. C. Deportivo de La Coruña | España | 1955-1956 |